# Fukomys damarensis
Fukomys damarensis là một loài động vật có vú trong họ Bathyergidae, bộ Gặm nhấm. Loài này được Ogilby mô tả năm 1838.